# Pilar Jaya (Bukit)
Pilar Jaya is een bestuurslaag in het regentschap Bener Meriah van de provincie Atjeh, Indonesië. Pilar Jaya telt 198 inwoners (volkstelling 2010).